# Lucas Silvano Ferro Solé
Lucas Silvano Ferro Solé   (Barcelona, 1990) és un polític català que va créixer a Biosca i està instal·lat de ben jove a Molins de Rei.

## Trajectòria
Tot i que va néixer a la capital catalana, va créixer a Biosca, un petit poble del Solsonès. En 2009, es va traslladar a Molins de Rei per estudiar Ciències Ambientals a la Universitat de Barcelona. Després de graduar-se, va fer un màster de Ciutadania i Drets Humans en la mateixa universitat.
Mentre estava estudiant el grau va començar a militar a Revolta Global-Esquerra Anticapitalista arran el moviment 15-M i a implicar-se localment a través d'organitzacions polítiques i entitats culturals i socials. Va ser un dels fundadors de Podemos Molins de Rei i a finals de desembre de 2014, va ser escollit com a secretari general en ser l'únic candidat que es va presentar. En les eleccions parlamentàries catalanes de 2017, Lucas Ferro fou el número 8 de la llista conjunta de Catalunya en Comú-Podem per la circumscripció electoral de Barcelona, però el partit només van obtenir set escons, la qual cosa li va impedir ser diputat. No obstant això, en menys d'un any un dels diputats del partit, Xavier Domènech, va substituir i Lucas Ferro el va rellevar en ser el següent de la llista electoral. En les següents eleccions catalanes, va poder tornar a repetir com a diputat del Parlament de Catalunya d'En Comú Podem-Podem en Comú. En aquesta legislatura, fou nomenat com un dels dos portaveus adjunts d'En Comú Podem juntament amb Susanna Segovia.
De cara a les eleccions municipals del 2023, es convertí en el cap de llista de la candidatura Molins En Comú Podem a l'Ajuntament de Molins de Rei. Malgrat ser la quarta força més votada, arribaria a un acord de Govern amb el PSC de Xavi Paz. El novembre de 2023 abandonà l'escó al Parlament de Catalunya, i fou rellevat per Enric Bárcena.